# Furth im Wald
Furth im Wald (hist. Brod nad Lesy, Bavorský Brod) – miasto w Niemczech, w kraju związkowym Bawaria, w rejencji Górny Palatynat, w regionie Ratyzbona, w powiecie Cham. Leży około 15 km na północny wschód od Cham, na granicy Lasu Bawarskiego i Czeskiego, przy drodze B20 i linii kolejowej (Schwandorf – Pilzno).
Miasto znajduje się przy granicy z Czechami (byłe przejście graniczne drogowe i kolejowe: Furth im Wald - Domažlice).

## Dzielnice
W skład miasta wchodzą następujące dzielnice: Äpflet, Daberg (Ösbühl), Einberg, Dieberg, Grabitz, Grub, Oberrappendorf, Ränkam, Schafberg, Sengenbühl, Unterrappendorf, Vogelherd, Voithenberghütte, Wutzmühle, Blätterberg, Grasmannsdorf.

## Współpraca
Miejscowości partnerskie:
- Czechy: Domažlice
- Austria: Furth bei Göttweig
- Francja: Ludres